# ماء طاهر
الماء الطاهر في فقه الطهارة يقصد به: غير النجس، وهو: إما طهور؛ وهو: (الطاهر في نفسه المطهر لغيره). وإما طاهر في نفسه غير مطهر لغيره؛ مثل: ماء الورد، والماء المتغير بطاهر، كالشاي والقهوة.

## تقسيم الماء
يعد الماء أهم وسائل الطهارة وأهم تقسيماته في الفقه أنه: إما طاهر، والطاهر؛ إما طهور، وإما طاهر غير مطهر، أو نجس.

### الماء الطهور
الماء الطهور هو الماء الذي بقي على أصل خلقته، ولم يتغير عنها لونه، أو طعمه، أو رائحته، سواءٌ نزل من السماء أم نبع من الأرض، مثل: ماء المطر، وماء البحر، وماء العيون، وغيرها من مصادر ماء الطهارة.

### الماء الطاهر غير المطهر
الماء الطاهر بمعنى: غير النجس. والماء الطاهر قسمان:
1. طاهر في نفسه، مطهر لغيره؛ وهو: (الماء المطلق). أي: الذي لم يقيد بقيد لازم. ويسمى: (طهورا).
2. طاهر في نفسه غير مطهر لغيره؛ مثل: ماء الورد.